# Epiplatys lamottei
Epiplatys lamottei ist ein westafrikanischer Vertreter der Killifische. Die Art wurde 1971 erstmals nach Deutschland eingeführt und wird hier als Aquarienfisch gehalten.

## Vorkommen
Die Art kommt in Westafrika im Gebiet von Liberia und Guinea vor. Es werden vor allem sonnige, pflanzenreiche Flachwasserbereiche und die Uferzonen kleinerer Gewässer besiedelt.

## Erscheinung
Die Fische weisen die für alle Epiplatys-Arten typische hechtähnliche Gestalt mit oberständigem Maul auf, wobei hier aber (im Gegensatz zu den meisten anderen Vertretern der Gattung) die Kopf-Rücken-Linie nicht gerade ist. Die männlichen Tiere erreichen in Gefangenschaft eine Gesamtlänge von etwa fünf Zentimetern, Weibchen bleiben etwas kleiner. Die Grundfarbe ist ein metallisches Hellblau, der Rücken und die Flossensäume sind leuchtend rot gefärbt. Die Bauch- und Afterflosse der männlichen Tiere ist spitz ausgezogen, bei den weiblichen Tieren hingegen abgerundet. Die Schwanzflosse ist länglich-oval.

## Lebensweise
Epiplatys lamottei ist wie alle Vertreter der Gattung Epiplatys ein oberflächennah lebender Lauerjäger, der sich vor allem von Insekten und kleineren Wirbellosen ernährt. Die in der Deckung von Wasserpflanzen stehenden Fische erbeuten ihre Nahrung durch plötzliches Vorstoßen und gelegentlich auch im Sprung.

## Fortpflanzung
Die Tiere werden mit sechs bis acht Monaten geschlechtsreif. Die Eiablage erfolgt paarweise, wobei über Tage hinweg 60 bis 80 Eier einzeln an Wasserpflanzen oder sonstiges faseriges Substrat angeheftet werden. Eine Brutpflege findet nicht statt, die Jungfische schlüpfen nach etwa 14 Tagen.